# スマイリーと仲間たち
『スマイリーと仲間たち』（Smiley's People）は、イギリスの作家、ジョン・ル・カレが1979年に発表したスパイ小説。1982年にテレビドラマ化された。

## 概要
ジョージ・スマイリーを主役とする『スクールボーイ閣下』（1977年）の続編である。
ル・カレは当初「カーラ追跡」シリーズを7冊以上と考えていたが、『スクールボーイ閣下』執筆後はシリーズを4部作に縮小し、3作目の舞台を中東にすることを目論んだ。『ニューズウィーク』の中東特派員、デイヴィッド・グリーンウェイとレバノン、シリア、ヨルダン、イスラエルを回り、取材を重ねた。元MI5職員の旧友、ジョン・ミラーともイスラエルを訪れ、構想を膨らませた。1977年から78年にかけての冬、ル・カレは、ある高官から近々イスラエルがレバノンを攻撃するとの情報が入るという出だしで3章ほど書き進めるが、途中でこれを失敗作とみなし、執筆を中止した。
小説が今の形になったきっかけは、ロシア革命初期にペトログラードから移住してきた男とヒースで出会ったことだった。ル・カレはロシア人老紳士のエストニア人の妻を見て、小さな亡命者グループの哀しみを思った。この人物が将軍と呼ばれるウラジミールのモデルとなった。エストニア出身の軍人で、戦後MI6に加わったアルフォンス・レバネ（Alfons Rebane）もウラジミールのモデルと言われている。
アメリカ版が先に発売され、クノップフの初版は15万部発行された。イギリスでは予約販売が79,240部に達し、たちまちベストセラーとなった。『ティンカー、テイラー、ソルジャー、スパイ』のテレビシリーズが1980年1月にカナダとオーストラリアで放映されたことが追い風になったとも言われている。本国のBBC1チャンネルは同年2月から3月にかけて同テレビシリーズを再放送した。

## 隠語
- Baby-sitter - 訳語は「護衛」、「子守り（ベビーシッター）」[6]。

- Coat-trailing - 囮を使って敵方の工作員を転向させること[8]。

- Cousins - 訳語は「米情報部（カズンズ）」[10]。特にCIAを指す。

- Housekeepers - 訳語は「運営部」[12]。

- Legend - 訳語は「伝説」。「legend」はもともとKGBが使っていた隠語で[14]、「偽装身分」を指す。

- Moscow Rules - 訳語は「モスクワ・ルール」。西側の諜報員が敵国で従うひとまとまりの原則。また、スパイ活動における技術や道具も指す。

- Neighbours - 訳語は「隣人」[17]。ソ連情報部を意味する。

- Scalp-hunters - 訳語は「首狩り人（スカルプハンター）」[19]。殺人や誘拐など危険な任務にあたる部隊。

## テレビドラマ
BBCは『Tinker Tailor Soldier Spy』（1979年）に続いて、再びアレック・ギネスをジョージ・スマイリー役にすえ、全6回のテレビシリーズを制作した。放映開始日は1982年9月20日。ひと月後にはアメリカのPBSでも放送された。
制作が決まったとき『ティンカー、テイラー、ソルジャー、スパイ』を監督したジョン・アーヴィンは別の映画の撮影中であったため、参加できる状況になかった。プロデューサーのジョナサン・パウエルはジョン・マッケンジーを引き入れようとしたが、ギネスが納得せず、サイモン・ラングトンが監督することとなった。ジョン・ホプキンズが書いた脚本は長すぎるなどの問題があり、ル・カレ自身が自ら書き直した。
全6話放送の『Smiley's People』はアメリカでは3部門でエミー賞にノミネートされた。イギリスでは英国映画テレビ芸術アカデミーの10部門でノミネートされた。そのうちアレック・ギネスが再び主演男優賞を、ベリル・リードが主演女優賞を獲得、ほか2部門で受賞した。

### 配役
- ジョージ・スマイリー - アレック・ギネス
- オストラコーワ夫人 - アイリーン・アトキンス
- トビー・エスタヘイス - バーナード・ヘプトン
- ピーター・ギラム - マイケル・バーン
- オリヴァー・レイコン - アンソニー・ベイト
- ソウル・エンダビー - バリー・フォスター
- コニー・サックス - ベリル・リード
- アン・スマイリー - シアン・フィリップス
- アントン・グレゴーリエフ - マイケル・ロンズデール
- ウラジミール将軍 - クルト・ユルゲンス
- カーラ - パトリック・スチュワート
- クラウス・クレッチマー - マリオ・アドルフ

## 日本語訳
- ジョン・ル・カレ 著、村上博基 訳『スマイリーと仲間たち』早川書房、1981年5月。
- ジョン・ル・カレ 著、村上博基 訳『スマイリーと仲間たち』ハヤカワ文庫、1987年4月10日。ISBN 978-4150404390。